# くまモン
くまモンは、熊本県が2010年（平成22年）より「くまもとサプライズ」キャンペーンにおいて展開している熊本県PRマスコットキャラクター。ゆるキャラグランプリ2011王者。名前の「モン」はひらがなではなく、カタカナ表記である。基本的に言葉は発しないが、イベントなどで声優の入江麻衣子が声を担当することもある。

## 名称
くまモンは、熊本弁で者をモンと発音すること以外にも「くまもと」と一字違いであり、熊本県のキャラクターであるとすぐに認知してもらえることや、語尾に「モン」を付けるとキャラクターに不可欠のかわいらしさが出ることから採用されたものである。
| 型     | 日本語のアクセント：↘ イントネーション：⤴ | 採用している局                                                              |
| ------ | ----------------------------------------- | --------------------------------------------------------------------------- |
| 平板型 | くまモン（文中）                          | TBS系 （RKK）熊本放送、フジ系 （TKU）テレビ熊本                             |
| 平板型 | く⤴まモン（文頭/単語等）                  | TBS系 （RKK）熊本放送、フジ系 （TKU）テレビ熊本                             |
| 頭高型 | く↘まモン                                 | NHK熊本放送局、日テレ系 （KKT）熊本県民テレビ、テレ朝系 （KAB）熊本朝日放送 |

当キャラクターの管理者は、正式な発音を決めていない。ただし、標準語・共通語において、「くまモン」のアクセントには「平板型」と「頭高型」の2通りがあるとの説がある。なお、日本語の方言のアクセントには多様性があるため、中高型や尾高型のアクセントで呼ばれる場合もあり得る。

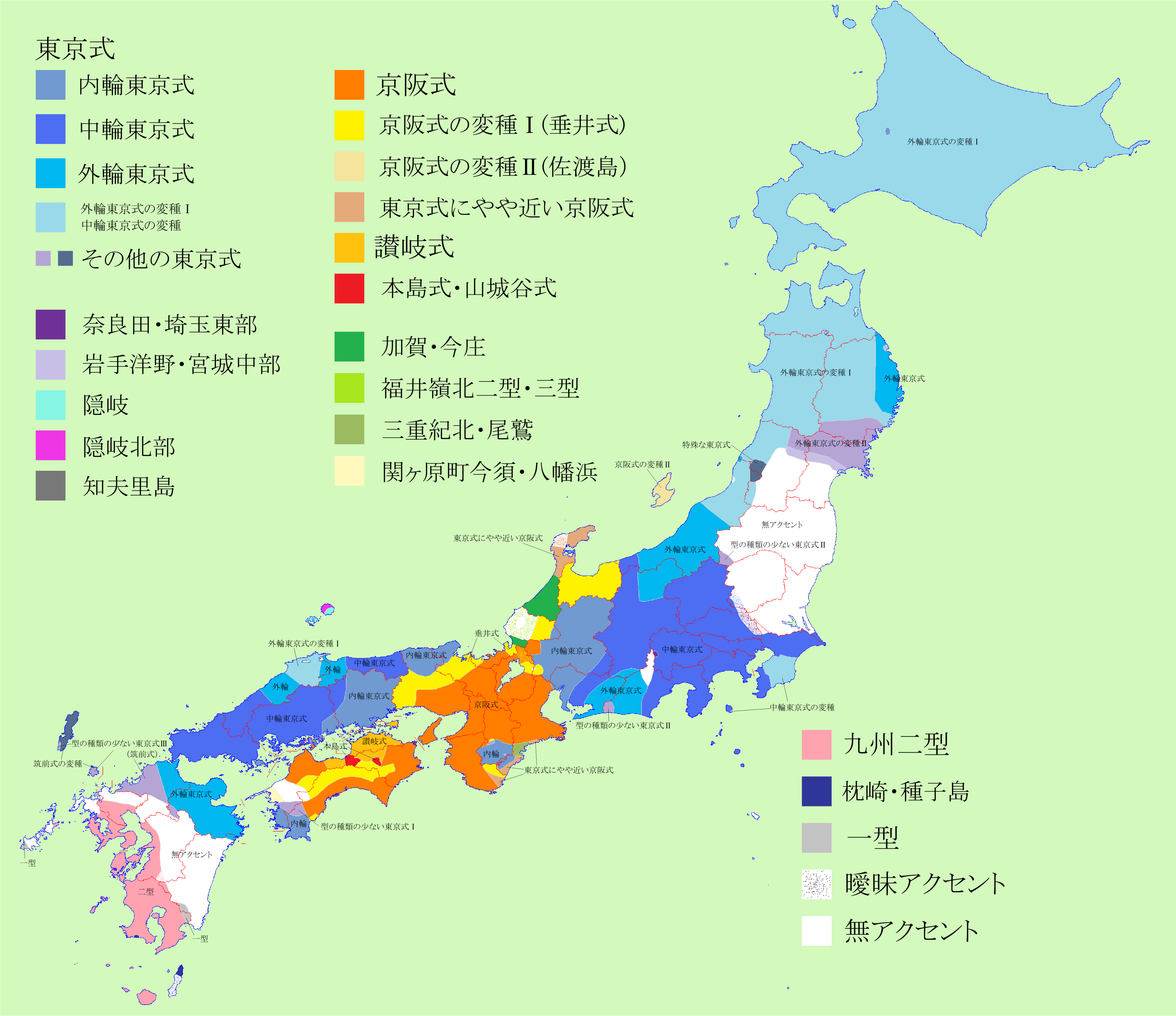
日本語のアクセント分布。熊本県は西部の二型式アクセントと東部の無アクセントに分かれる。

「平板型」を採用する立場は、「くまモン」（熊本の者）が「よそもん」（他所の者）等と言葉の成り立ちが同系であることから「よそもん」と同様のアクセントであるべきとする。また、熊本弁の発音特性から「平板型」とすべきともされる（ただし、熊本県では東部は無アクセントであるが、西部は二型式アクセントである）。
他方、「頭高型」を採用する立場は全国的に認知された優勢なアクセントであるためとしている。また、キャラクターデザインをした水野学も「頭高型」との認識で命名したとしている。
2011年（平成23年）11月、「第2回ゆるキャラさみっとin羽生2011」において行われた「第1回ゆるキャラグランプリ」でくまモンが優勝したのを機に、熊本県所在の放送各局のアナウンサーによる懇親会「熊本地区アナウンス協議会」において発音の議論があったものの、統一はせずに各局毎の判断に委ねることになった。
公式ツイッターにおいて2012年（平成24年）1月、熊本弁の無アクセントのエリアの発音に基づいて「平板型」を推奨するようなツイートがあった。しかし、2014年（平成26年）6月にはどちらでも良いとのツイートをしている。

## プロフィール
- 生誕地：熊本県
- 誕生日：3月12日[注釈 4]
- 性別：男の子
- 年齢：ヒミツ[10][注釈 5][注釈 6]
- 性格：好奇心旺盛でやんちゃ好き
- 趣味：くまモン体操[1]
- 体型：メタボ

熊本城桜の馬場に所在するくまモンのフィギュア

  - 初登場から数か月間は痩せていたが、熊本の美味しいものを食べ過ぎて、現在の太った体型になった[11]。太っているがメタボリックシンドロームを患っているという記述はない[1][注釈 7]。
- 職業：地方公務員
- 現在の肩書は「熊本県営業部長」兼『熊本県しあわせ部長』[13]。勤務地は県庁本庁舎ではなく熊本市中央区の鶴屋百貨店本店東館1階にある「くまモンスクエア」（営業部長室を与えられている）[14]。毎週火曜・木曜は不在。
  - 2011年9月29日までは熊本県臨時職員、2011年9月30日より知事、副知事に次いで3番目の地位の熊本県営業部長に就任（同じ位置には熊本県宣伝部長でタレントのスザンヌがいる）。ダイエット失敗により分限処分で2015年3月30日から6月末まで営業部長代理に降格[15]。
  - これまでに使用した肩書は『くまもとサプライズ特命全権大使』、『くまモンミリオンプロジェクトリーダー』。
- 一番の友達：蒲島郁夫（2008年から2024年までの熊本県知事）・スザンヌ
- 資格：日本さかな検定3級[16][17]、将棋アマチュア初段[18]、温泉ソムリエ[19]、サッカー検定6級[20]、人吉球磨検定3級[21]
- 東京大学 先端科学技術研究センター 稲見・門内研究室の「せんたん研究員」[22]も務める

## 誕生

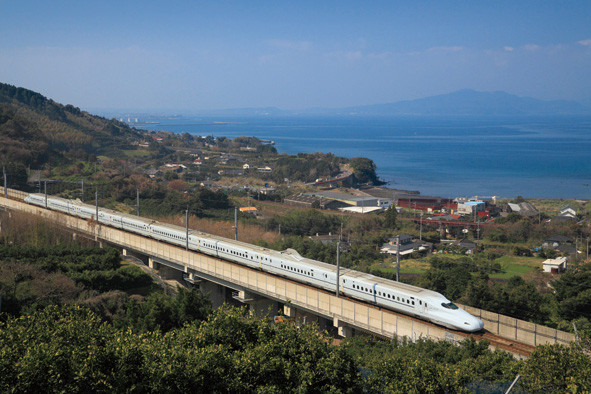
九州新幹線

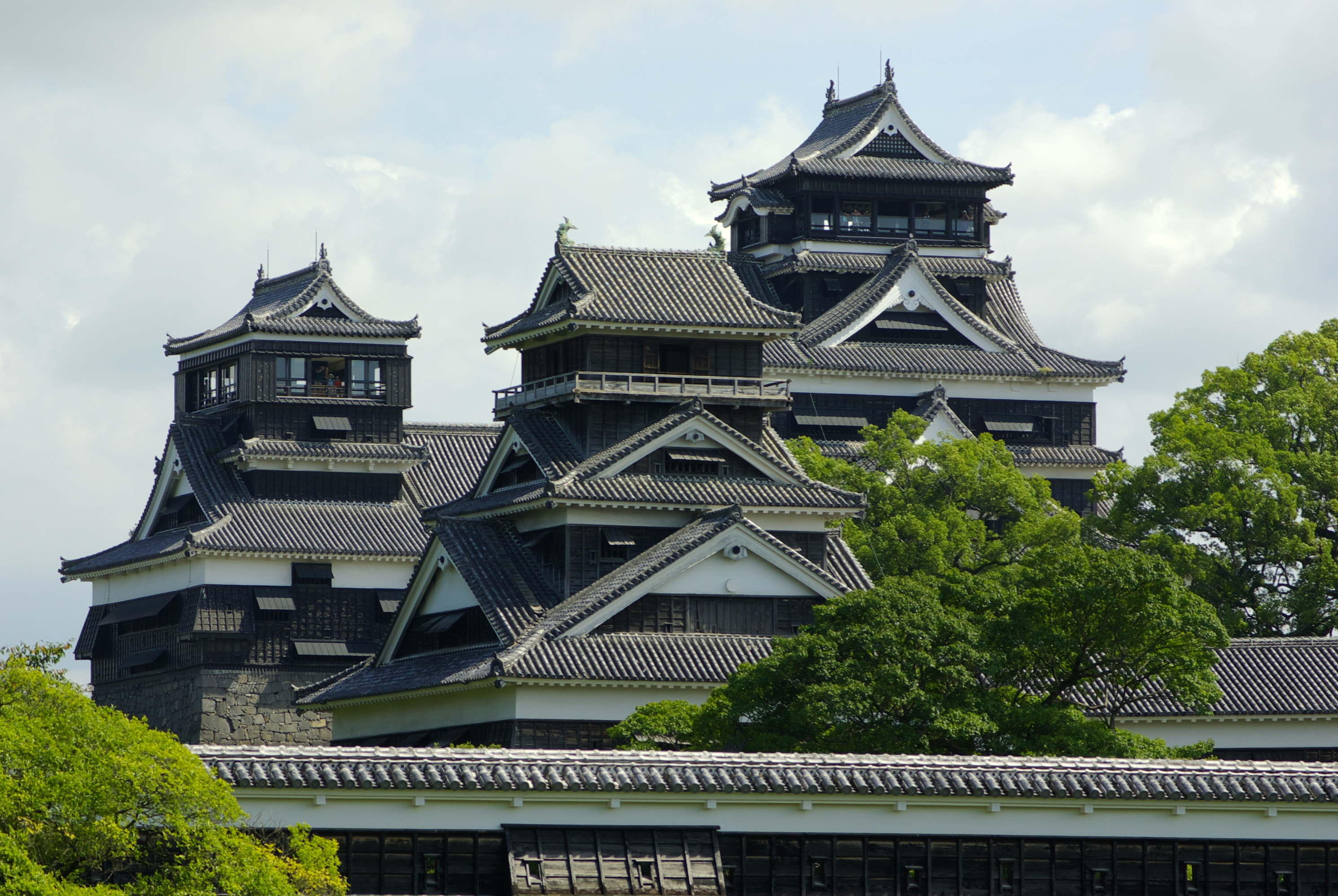
黒を基調とした熊本城

2011年の九州旅客鉄道（JR九州）九州新幹線全面開業へ向けて、熊本県は2006年11月、近畿地方・中国地方をターゲットにして認知度をアップさせるために「KANSAI戦略会議」を立ち上げた。九州新幹線では熊本駅が終着駅にならないため、通過駅として扱われることに対して危機感があり、さらに熊本県の認知度が九州他県と比べて低く、熊本県への興味や関心をほとんど持たれていなかったことが背景にある。
その中で、新幹線元年事業アドバイザーに就任した天草市出身で脚本家の小山薫堂も熊本県民が日常にあるサプライズを見つけ、それを他の人へ広めていって再発見をする、あるいは熊本の魅力をアピールする、また、サプライズでお迎えをするという「くまもとサプライズ」運動を提唱した。
小山は友人であるアートディレクター・水野学（グッドデザインカンパニー）へデザインを依頼するが、初めは「くまもとサプライズ」ロゴデザインの依頼のみであった。水野は、もっと効果的にアピールできる方法があると考えてキャラクターの制作を提案、キャラクターデザインをつくり、くまモンと名付けて小山に自主提案した。小山もこれに賛同し、熊本県へ提案した。これに熊本県は当初戸惑いながらも、熊本県の蒲島郁夫知事（当時）の決断によりその提案を受け入れ、水野はキャラクターデザインも手掛けることになる。くまモンの顔のパーツ配置は数千パターンの案を検証し選んだ。
2010年3月、熊本県は日本国内各地でのPR活動に使用するキャッチコピー「くまもとサプライズ」とマスコットキャラクター「くまモン」を発表した。
2010年9月、西郷隆盛をイメージした「西郷どーん」が全線開通のPR板除幕式を熊本駅でも予定していたが、鹿児島出身であるため「熊本に合わない」との不満が噴出し中止したことをきっかけにキャラクターを見直され、くまモンが積極的にJR九州でも熊本のPRマスコットとして活躍していく流れとなった。
当時の熊本県庁担当部署である新幹線元年戦略室で室長を務めた津森洋介は、展開初期のくまモンは鳴かず飛ばずで、暑い夏の日にくまモン体操を披露するも誰も寄りつかず、子供に泣かれたこともあったと述懐している。地道に保育園などを回って根気強くPRを繰り返し、1年間試行錯誤を続けたという。
キャラクターデザイン
キャラクターがとぼけた表情なのは、他官公庁のキャラクターが正統派であるのに対抗してよりインパクトを与えるためであり、その驚きの表情はくまもとサプライズというキャッチコピーにも対応している。「熊本」は動物の漢字と読みがそのまま入っている稀有な都道府県であることから、モチーフは熊となった。
熊という漢字が黒っぽい、そして熊本城が黒を基調にしているので色は黒。
クマ
モチーフがクマであることは明白である。ただし、熊本県を含む九州では1930年代までに、かつて生息していたクマの一種であるツキノワグマ（ニホンツキノワグマ）は絶滅したとする説が定説となっていた。とは言え、当時から狩猟に従事する者や登山家を中心に目撃例等の報告がある。当時以降の林野庁の狩猟統計等によれば、大分県および宮崎県において捕獲記録があるが、これらは本州からの移入個体またはその子孫とされ、九州由来個体群は絶滅した可能性が高いとされた。熊本県において、DNA分析による九州由来個体群のクマ類が野生に存在することを証明することは、現状では困難である。なお、九州におけるツキノワグマは、1957年（昭和32年）が最後の確認例とする報告もある。また、2012年（平成24年）に環境省は同種を九州における絶滅種と指定した。

## 展開
公式にキャンペーンキャラクターとしてコミカルかつ軽快な動きでPR活動をすることもあれば、大阪市内の観光地を中心に神出鬼没な行動を行う場合もある。その他、ブログ・Twitter・Facebookなどのネットやラジオなどのメディアを活用したPRにも積極的である。こうして積極的に露出を増やした結果、熊本県の試算によるとPR効果は広告料換算で6億4千万円（2010年度）に上っている。また、くまモンのグッズや壁紙などをプレゼントしている熊本県公式メルマガ登録者数は、都道府県別では大阪府に次いで2位となっている（2012年11月現在）。PRでイベントに出張する機会が増えたことから、くまモンを追っかけるような熱烈なファンも生まれており、くまモンをきっかけとして知り合った友人、ファン仲間を指す「くま友」という言葉も存在する。
名刺
マスコットとして珍しく名刺も作成されており、その名刺には「いちおう、公務員です。」「撮影可能です。肖像権は申しません。」「芸能人の友達もいます。スザンヌです。」など、自己紹介やキャッチコピーが書かれている。この名刺は、初期における近畿地方でのPR活動の度に配布されていた。
ランキング
RJCリサーチの調査によれば、PRキャラクター総合力ランキングの地域ジャンルにて、2011年の46位から2012年は43ランクアップして、ひこにゃん、せんとくんに次ぐ3位になった。日本国内の最高ライセンスブランド・キャラクターを決定する「ライセンシング・オブ・ザ・イヤー2012」では熊本県のみに留まらず全国規模の展開へ成長したことを評価され、ニューフェイス賞を受賞、翌年の「ライセンシング・オブ・ザ・イヤー2013」はグランプリと選定委員特別賞のダブル受賞となった。ビデオリサーチによるキャラクター人気度調査（首都圏在住の3-12歳が対象）では2013年下半期で初登場し、サザエさんを上回る18位となった。
熊本県の認知度への貢献
2013年に地方経済総合研究所が発表した統計では『九州で最も印象に残る情報発信を行っている県』という質問に対して、九州内では6位から2位、近畿では6位から3位、首都圏では7位から5位へ上昇（2010年調査結果との比較）。また熊本への訪問頻度が増えたという回答が全体で10%増加、近畿では23%増加しており、PR効果が出ている。一方で、PHP研究所の研究員からはPR効果による税収増分より、宣伝コストの方が上回っている可能性が指摘されている。

### 熊本県内
くまモン隊を結成して県内各地でキャラバン活動を行っており、幼稚園・保育所・小学校の訪問や各イベントなどで、ボンボ藤井によるテーマソング「くまもとサプライズ!」に合わせて踊る「くまモン体操」が披露されている。振り付けは、ローカルタレントでダンサーの藤本一精が手掛けた。2013年2月11日には、キャナルシティ博多で行われたくまモンファン感謝祭においてくまモン体操初音ミクバージョンが初披露された。
2013年3月17日、グランメッセ熊本にて開催されるくまモン誕生祭では、県が小山に制作を依頼した新曲「くまモンもん」が披露された。作詞・作曲はKAN、熊本市出身の森高千里が歌い、振付は南流石が担当している。2013年9月25日には「くまもとサプライズ」とのカップリングでCDが発売される。
くまモン誕生後、ポスターや看板はもとより南関あげ、白岳しろ、アベックラーメン、御飯の友など地元企業による商品やGEORGIA、麦とホップなどの熊本県限定パッケージにも使用されるようになり、熊本県内にくまなく普及している。くま川鉄道では、おかどめ幸福駅の切符を持ったくまモンの販売が行なわれている。
2013年7月24日には、熊本市中央区のテトリアくまもとに「くまモンスクエア」がオープンした。ファンおよび観光客などからの要望を受けて県観光物産交流スクエアを改装したもので、部長室を県庁より移設して、くまモンと毎日交流が出来る施設となっており、グッズ売り場やドリンクバーも備えている。
地元プロスポーツチームであるJリーグ・ロアッソ熊本のホームゲームでは、試合前・ハーフタイムイベントにロアッソくんと共にほぼ毎試合出演している。また、熊本を本拠地としているスポーツクラブのうち、幾つかのクラブのユニフォームにプリントされている。益城ルネサンス熊本フットボールクラブ（パンツ、2012年6月より）、ロアッソ熊本（背中、2014年-2018年）、熊本ヴォルターズ（背中、2014-2015シーズンより）などの事例がある。また、益城ルネサンスでは2014年4月から、くまモンの特大ぬいぐるみの製作を企画しamazonや試合会場で販売を開始した。
県内メディアにおいては、RKK熊本放送 の熊本県広報番組「グッと!もっと!くまもと」（2012年4月からは熊本朝日放送の「おしえて!くまモン」）、TKUテレビ熊本「TKUスーパーニュースぴゅあピュア」（2012年4月からは「英太郎のかたらんね」）のレギュラーになるなど露出が増えており、番組によってはくまモンが登場すると視聴率がアップしている。熊本日日新聞では2013年4月1日より、熊本県と小山薫堂の発案により募集された原案を基に、くまモン4コマ漫画が連載されている（2014年4月1日以降はサダタローが執筆）。

### 近畿地方
みずほ・さくらが直通する近畿地方では、熊本県PR活動の重点が置かれている。2010年7月8日に阪神甲子園球場アルプススタンドにて看板を設置したことを皮切りに、関西での活動を開始した。
2010年10月1日、蒲島知事よりくまもとサプライズ特命全権大使に任命され、九州新幹線全面開業の2011年3月まで近畿地方を中心に名刺1万枚配布などのPR活動を行うことになった。その1か月後である11月1日には、「大阪でくまモンを捜せキャンペーン」を実施。この他にも、大阪環状線各駅での宣伝ポスターやラッピング電車も登場、2010年11月より大阪府のFM802でくまモンのレギュラー番組を放送するなど、近畿での熊本県の認知度が首都圏と比べて低いことから、積極的にキャンペーン展開をしている。
2010年熊本サプライズキャンペーンで大阪に進出したばかりのくまモンは、千日前商店街のマスコットキャラクター「みにゃみん」と出会い初のマスコットキャラクターの友達ができた。同年10月15日に 新世界で名物「串かつ」のPRキャラクターくしたんと出会う。同期でもあるくしたんとは、2011年12月にはコラボキャンペーン「熊本県×新世界串かつフェア」を開き、くまモンも同月15日・16日にくしたん、および大阪のゆるキャラであり友達のたいしくん、いしきりんを熊本県へ招待するなど、熊本県のキャラクターでありながら大阪府内各地のキャラクターとも交流を活発に行なっている。
吉本新喜劇にて2011年1月24日から1月30日まで「吉本くまもとウイーク」と題して、熊本の話題を中心にした内容で舞台を展開、くまモンおよび蒲島知事（1月29日のみ）が出演した。吉本興業とはこれ以降も関わりがあり、2011年2月に 湊町リバープレイスにて開催された「くまモンファン感謝デー」では蒲島知事・スザンヌの他にも吉本興業から太平サブロー・坂田利夫・未知やすえ・烏川耕一らが駆けつけている。2012年3月には、なんばグランド花月前にくまモン像を設置（4月10日以降はなんばグランド花月内に移設）しており、除幕式にはNMB48、烏川耕一、熊本県ご当地芸人のもっこすファイヤーが出席した。
2010年10月27日にローソン安土町二丁目店で「熊本よかもんSHOP」をオープンさせて以来、同ショップにくまモンが何度も出没しており、2012年5月1日より期間限定で熊本県産の食材（キャベツ・トマト・メロン・小国ジャージーミルク・甘夏・高菜）を使用したペペロンチーノ・BLTサンド・プリンなどを近畿地方のローソン約1,900店舗にて「熊本よかもんフェア」と題して展開している。
近畿地方のプロ野球球団である阪神タイガースとは、九州で唯一の阪神タイガースオフィシャルショップが熊本市の県民百貨店（旧・くまもと阪神＝現在は閉店）にあるなど熊本とは縁があることからコラボを行なっており、2012年3月よりくまモンのユニフォーム姿がプリントされたフェイスタオルを甲子園球場などで販売した。2012年5月26日には、INAC神戸レオネッサと熊本県が連携協定を締結した。黒糖ドーナツ棒のフジバンビが女子ワールドカップ優勝以前よりINAC神戸のスポンサーとなっており、その縁でKK WINGにてなでしこリーグが開催されたこの日に協定が締結された。協定は熊本県がINAC神戸の公式グッズへのくまモン使用許可を与え、INAC神戸は公式戦でスタジアムにて熊本県のPRなどを行うというもので、阪神タイガースとのコラボグッズを見た運営会社が、熊本県に提案したことがきっかけである。

### 日本国内
当初は新幹線開業までのキャンペーンキャラクターであったが、次第に人気が出るにつれてくまモンを熊本のPRに活用しようとする動きが高まり、2011年3月7日に開かれた県議会一般質問にて蒲島知事はくまモンを九州新幹線開通後も熊本県の統一イメージキャラクターとして、継続して熊本ブランドの普及に利用することを表明した。これによって新幹線開業後もくまモンは熊本県のPRに努めることになり、山手線を始めとした東日本旅客鉄道（JR東日本）首都圏地区の主要駅でのベンチ広告、広島東洋カープのホームであるマツダスタジアムでの看板・垂れ幕掲示、ひろしまフラワーフェスティバルでの出没、福岡市中心部を走る西鉄バスでの全面広告（天神ライナー）など、活動範囲も近畿中心から首都圏・広島県・福岡県など全国へ広がっていった。
キティちゃんとは、元々熊本県限定商品である「ご当地キティストラップ」でコラボしていたが、2012年のゴールデンウィークおよび夏休み期間を中心にサンリオピューロランドにてコラボイベントを行なっており、本格的に共演を果たしている。プロスポーツ球団のマスコットでは、福岡ソフトバンクホークスのハリー・ホークとコラボしており、2012年8月11日よりグッズが発売されている。合志市出身のデザイナー高島一精が手掛けるファッションブランドネ・ネットのキャラクター「にゃー」とのコラボも実現しており、2012年11月22日より各地で期間限定販売されている。
ツイッターを通じて知り合いになった新潟県のゆるキャラ・レルヒさんとは特に親密になり、2012年10月20日から11月20日までは西日本鉄道・天神大牟田線のラッピング電車、2013年1月7日から2月3日まではJR東日本・中央快速線および埼京線（東京臨海高速鉄道りんかい線直通含む）のラッピング電車にて共演をしている。

### 日本国外
くまモンは海外進出も果たしており、2012年1月には中国の上海市に設置された「熊本上海事務所」の開所式に出席している。2012年3月と10月には、シンガポールにてPR活動を行なっている。
熊本県の観光プロモーションのため、くまモンは台湾へ2013年1月25日から26日まで出張を行った。25日には台湾の台北市にて熊本県の観光説明会、26日には新竹市のショッピングモールや高雄市にてPR活動を行った。
2012年12月26日付けのアメリカのウォール・ストリート・ジャーナル紙は、くまモンを一面で採り上げた。中国国営テレビ（CCTV）では、2013年2月の特別番組にて熊本県の3つの宝として温泉、名水と共にくまモンを紹介している。2013年4月24日に北京市で開催された在中国大使の着任レセプションではせんとくんと共に登場し、外交デビューも果たしている。中国語での表記は「萌熊」であったが、熊本県は「酷MA萌」表記で中国での商標取得を行った。
日本航空 (JAL) では、欧米方面の国際線にて提供されている機内食AIRシリーズで熊本県と自治体としては初となるタイアップを行っている。2013年6月から8月まで、太平燕や熊本菓房のカスタードケーキなどをくまモンの生みの親である水野がデザインした容器・トレイマットにて提供する。またフランスの首都・パリで2013年7月に開催されるジャパンエキスポにも出張であり、くまモンテディベア（後述）を制作したドイツのシュタイフ社も訪問、2013年11月にはハーバード大学を訪問するなどアジアだけでなく、ヨーロッパ・アメリカ方面にも進出を図っている。
くまモンは2013年末頃から、主に欧米圏で「悪魔の手先」を意味するインターネット・ミームとして流行し、悪魔的な情景とくまモンをコラージュし「偉大なる悪魔のために」（FOR THE GLORY OF SATAN OF COURSE）というフレーズを添えたジョーク画像が画像サイトに多数出回った。くまモンがこうした扱いを受けた理由としては「名前が“デーモン”に似ているから」という説が最も有力であり、実際「アモン」「マモン」など語尾が共通する西洋の悪魔は多い。他にもインターネット・ミームとして海外で流行した日本のキャラクターにはどーもくんなどが存在する。

#### 中国語の公式名称『酷MA萌』から『熊本熊』に
中国語圏では「萌熊」の愛称でも親しまれていたが、熊本県は2013年に「酷MA萌」を正式名称として採用した。これは、酷は「ku」と読んでcool（かっこいい）の意味、「萌」はアニメファンが「かわいい」という意味で使う「萌え」の意味。
しかし、中華圏では『熊本熊』の名称の方が公式名称『酷MA萌』よりも認知度があるとの報道もある。2018年4月19日の熊本電鉄北熊本駅（熊本市北区）の式典イベントでは、「熊本熊電車」という言葉が多用され、観光客からも「熊本熊！」（くまモンだ！）と声が上がり、熊本電鉄の駅にある台湾や中国からの観光客向けのポスターなどでも「熊本熊電車」という名称が使われている。但しくまモンは「クマではない」というのが公式設定であるため、熊本県はこの呼称を認めていなかった。結局『酷MA萌』が定着しない上に第三者による商標登録が行われたため、2019年3月19日に北京において、公式名称を『熊本熊』にするとの発表会を行った。

## 著作権・グッズ
日本国内での使用・流通においては、熊本県の許可があれば個人または企業でロゴとキャラクターを無料で利用することができる。（個人で楽しむ範囲であれば許可は不要。）
発表後、しばらくはキャラクターを使用した商品開発などは不可であったが、著作権を熊本県が買い上げることにより、2010年12月24日以降は携帯ストラップやぬいぐるみなどの商品開発・グッズ販売においても県の許可を得た上で（当面の間は）無料で使用可能となった。ただし、許可を得た場合も必ず許可番号を示さなければいけない。2014年10月、これまでの29種類に加えて42種類の図柄が追加された。
2013年までは海外の企業や海外での販売には許可を与えていなかった。しかし、海外での販売要望が出たことから2014年1月より熊本県との取引実績があった香港の一田 (YATA) 百貨店に名前やイラストの使用許可を出した。2014年6月以降は、商標取得の手続きを行ったアメリカ、中国、台湾、韓国、タイ、シンガポール、EU向けについて熊本県に本社が有る企業で製造・加工した商品に限り許可する方針を発表した。その一方、無許可の海賊版商品が大量に出回っていたことから、2018年1月から制度を改定し海外や県外の企業も与信審査をクリアすれば有償でライセンス供与することとした。全世界を含めたライセンス海外使用の窓口業務や管理受託はADKエモーションズが行い、徴収した商品ロイヤリティ料金は海賊版対策に充当する。なお、農林水産物はこれまで通り熊本県が直接管理する。熊本県関係企業に対しては当初はライセンス使用料を優遇する方針だったが、「海外と競合すれば価格競争で負ける」との反発を受け、「ライセンス使用料は無料」「ライセンス使用窓口は県が実施」「県内企業専用イラストが使用可能」といった新優遇策に変更した。
グッズを専門に取り扱うオフィシャルショップは存在しないが、熊本県では熊本県庁地下売店・熊本駅・県民百貨店・鶴屋百貨店、近畿ではローソン安土町二丁目店内「熊本よかもんSHOP」、関東では銀座熊本館・熊本県物産センター吉祥寺店などのアンテナショップ、あるいは通信販売で購入することができる。ゆるキャラグランプリ2011優勝後は、福岡県・鹿児島県など九州でも取り扱うショップが増えている。
2011年11月に熊本県が行なった発表によれば、くまモングッズ第一号である「くまモン仏壇」を皮切りに、2011年9月末までで使用許可は約1,670件、許可を得て商品を販売している会社は約400社あり、そのうち売上報告のあった200社でのくまモン関連商品の売上合計が10億円を突破している。2012年3月14日の発表では、使用許可件数は前回発表時の倍以上にあたる3,682件、業者数も倍近くになる782社にまで増加しており、2011年の1年間で売上合計が25億5,600万円（回答のあった413業者、2,076品目の総計）となった。これは、ひこにゃんの最高年間売上額である17億円（推計値）を凌ぐ数字である。
2012年12月14日の発表では、2012年1月から6月までの半年間で118億円以上の売上（回答のあった674社の総計）、くまモンの関連商品を販売している業者数も倍以上の1,579社にまで増加した。2012年の1年間では、判明分（2,112社中1,172社）だけでも昨年の11倍以上にあたる293億6,000万円に達した。内訳は、食品関係が約250億円、グッズが26億円となっている。
2014年3月10日に発表した2013年の年間売上は、許諾した業者のうち回答を得られた全体3分の2にあたる2,504社の集計によれば449億円となり、昨年の1.5倍に達した。食品の売り上げのうち、85%は熊本県内の業者である。
日銀熊本支店の試算によれば、ゆるキャラグランプリ2011優勝から2年間で経済効果は1,244億円に上るとしている。
日本での商標は2011年2月4日に登録されている（第5387804号、第5387805号、第5387806号）。
2011年から2021年までのくまモン関連商品の累計売上高は1兆1341億円となり、県の目標である1兆円を突破した。

### コラボ商品
上記の通り、著作権がほぼフリーであることからさまざまな商品にくまモンが登場するようになった。以下はその一例である。
なお、☆はくまモン公式サイトにて営業部長の成果として採り上げられている商品である。
- エースコック：スープはるさめ 太平燕 - 2011年3月7日発売[121]、2013年1月7日よりパッケージを一新して再発売[122]
- ☆ カゴメ：野菜生活100デコポンミックス - 2011年12月6日 - 2012年2月末[123]・2012年11月27日 - 2013年2月 くまモンを初めてパッケージに採用した2011年発売分は、前年より3割増の売上となった[124]その後毎年同時期に発売されている。
- クオカード：ご当地QUOカード「熊本城とくまモン」（1,000円分） - 2011年12月22日発売[125]2012年3月までの販売枚数は1万5,000枚以上[126]。
- 山崎製パン：ランチパック晩白柚ジャム&ホイップ・メロンパンサンド - 2012年2月1日より九州限定で発売。TKU「若っ人ランド」との共同企画[127]。
- ☆ 神戸屋：熊本メロンパン・熊本阿蘇ジャージー牛乳蒸しパン - 2012年2月より期間限定発売[128]
- ☆ JR東日本リテールネット：Panestシリーズ - 2012年3月13日より期間限定発売[129]。りんどうポーク、万次郎かぼちゃ&ホイップなど。2012年11月13日より、レルヒさんやにしこくんなど他キャラも加えて再発売[130]
- ☆ 阪神タイガース：フェイスタオル - 2012年3月21日より甲子園球場などで販売、4月2日以降は通信販売を行った[70]。背番号の096は熊本県の市外局番[131]。2012年7月には第2弾として、ハンカチタオルやTシャツなどと共に発売された。
- ☆ UHA味覚糖：ぷっちょスティック晩白柚 - 2012年4月2日発売（九州・近畿地区は3月下旬先行発売）[132]同時に香港でも販売された[133]。
- ☆ ローソン：熊本よかもんフェア - 2012年5月15日より期間限定[69]。熊本県産の食材を使用している。
- クオカード：ご当地QUOカード「肥後の水とくまモン」「阿蘇高原とくまモン」（500円分） - 2012年6月1日発売[134]売上の一部は、水資源の保護、草原の維持管理のために使用されており、先に発売された熊本城版と併せて17万4,000枚（2013年2月末現在）売り上げた[135]。
- ☆ チロルチョコ：いきなり団子 - 2012年9月3日より全国発売[136]。熊本県名物であるいきなり団子を再現したもので、紫芋とさつまいもの2種類のチョコが入っている。
- ブシロード：カードファイト!! ヴァンガード - 2012年12月2日「くまフェス2012」の来場者特典として、くまモンがユニットとなったヴァンガードのプロモカードが配布された[137]。
- コナミ：遊☆戯☆王ラッシュデュエル - 「最強ジャンプ」2021年5月号にて、くまモンのカードが付録された[138]。
- ユニットコム：ノートパソコン - ネットブックモデルなど3種類。秋葉原、熊本市内のパソコン工房などで2012年12月21日発売[139]。
- 井村屋：くまモンまんじゅう いきなり団子風 - 九州地方のコンビニで2012年12月18日より販売[140]
- 江崎グリコ：ミルクココアポッキー - 2013年3月12日より数量限定発売。阿蘇ジャージー乳を使用している[141]。
- エステー：消臭力ほっこりみかんの香り - 2013年11月上旬より限定発売。熊本県産のみかんを使用したオイルが配合されている[142]。
- 本田技研工業：くまモンをイメージしたカラーリングに塗装した「モンキー」をくまモンキーとして、2014年4月14日より500台限定で販売[143][144]。二輪車を製作している本田技研熊本製作所が大津町にあり、イベントにくまモンと蒲島知事が招かれて、当時社長であった伊東孝紳へ要望を出したことから実現に至った[145]。2016年4月15日には第2弾としてスクーター「ジョルノ」のくまモンバージョンが発売された[146]。
- ゲームオン：クックと魔法のレシピ - スマートフォン向けレストラン経営シミュレーションゲームにグルメハンターとして登場するコラボレーションが行われた。2013年3月12日-2014年3月12日までの1年間[147]。
- サミーネットワークス：ラーメン魂 - スマートフォン向けラーメン屋経営ゲームでコラボレーションイベント「全国ラーメン修行・九州/沖縄ブロック」が2014年3月27日から4月10日まで催された[148]。
- マピオン：満員御礼！はこにわ観光地 - スマートフォン向け街育成シミュレーションゲームで2014年4月3日よりくまモンのアイテムが登場した[149]。
- レベルファイブ：『妖怪ウォッチ2』、および同作を原作とするアニメ映画『妖怪ウォッチ 誕生の秘密だニャン!』にてゲスト出演。なお、くまモンが登場するイベントではくまモンに良く似た容姿のケマモンが入手できる。
- タカラトミー：2013年にくまモンをモチーフにしたトミカを発売。2014年には派生商品の「くまモンのパトロールカー」も発売された。
- タミヤ：2014年7月に東武百貨店池袋店で開催されたタミヤモデラーズギャラリー2014にて、ミニ四駆くまモンバージョン（ベース車はアスチュート・オープントップ）を限定発売。大きな反響を呼んだために8月には全国発売（10月に東南アジアでも発売）され、他のモデルと比較して3倍ほどの売り上げがある[150][151]。12月にはRCカー・トラクターくまモンバージョンも発売された[152]。
- コナミ：2021年4月に『遊☆戯☆王ラッシュデュエル』とのコラボレートとして『最強ジャンプ』2021年5月号に「くまモン」カードが付属した[153]。
- 湖池屋：2021年8月に同社の九州阿蘇工場（上益城郡益城町）が完成し、それを記念して「九州カラムーチョ」（熊本県産トマトを使用）と「九州すっぱムーチョ」（九州産の柚子、大分県産かぼす、宮崎県産日向夏を使用）を期間限定で販売。前者のパッケージにくまモンのイラストが描かれている[154]。

### コラボ作品
- 犬神もっこす（作・西餅、モーニング連載） - 2012年No.30号（2012年6月21日発売）掲載のEPISODE10にてゲスト出演。熊本出身の主人公犬神宗が北方大学の演劇部にて繰り広げるシュールギャグ漫画。漫画中だけでなく、1ページを丸ごと使用して熊本県のPRを行なっている。2012年No.43号（2012年9月20日発売）にて再登場。また、単行本3巻では表紙を飾っている。
- アニマル横町（作・前川涼、りぼん連載） - 単行本13巻の表紙にて、ケンタの替わりに登場している。熊本を紹介する漫画が描き下ろしで収録された。
- くまモンじゃないヤツ物語（作・うすた京介、週刊少年ジャンプ読切） - 2014年No.22・23合併号に掲載。合志市出身のうすたによって手掛けられた、ゆるキャラ業界をテーマにしたギャグ漫画である[155]。ただし、熊本県からの許諾を取っておらず、県は5月13日、くまモンと共に集英社へ向かい抗議を行ったという報道がなされた[156]。集英社は謝罪、Webには修正版が掲載されることになった[157]。しかし実際には一連の事象は、くまモンが著作権フリーではなく許可制であることをPRする目的で行われている。
- 映画 魔法つかいプリキュア! 奇跡の変身!キュアモフルン!（田中裕太監督、東映アニメーション制作、2016年10月29日公開） - メインキャラクターであるモフルンがクマのぬいぐるみであることにちなんで、くまモンを初めとしたクマのキャラクターがゲスト出演する[158]。

### くまモンルーム
ホテルなどで一部部屋内をくまモンの絵柄にてデコレーションしている。
- 三井ガーデンホテル熊本 - 2012年5月14日より開始[159]
- ザ・ニューホテル熊本（旧ホテルニューオータニ熊本） - 2012年7月20日より開始[160]
- フェリーさんふらわあ - 2013年6月1日より、九州各地と近畿を結ぶ航路にて1年間限定で開始[161]。

### 出版物
2012年の秋以降、多数のくまモンの関連本が出版されている。最初に出版された竹書房の「熊本県営業部長 くまモンだモン!」は4万部、扶桑社の「くまモンといっしょ! 〜6泊7日のサプライズ旅〜」は1か月で1万3,000部発行されている。以下、出版物の一部を列記する。
- 「熊本県営業部長 くまモンだモン!」 - 竹書房 2012年9月27日刊行 ISBN 978-4812491027
- 「くまモンのあしあと」 - 宝島社 2012年10月17日刊行 ISBN 978-4800200969
- 「GO!GO!くまモンファンブック」 - スペースシャワーネットワーク 2012年11月16日刊行 ISBN 978-4906700608
- 「くまモン、どこ行くの?」 - 飛鳥新社 2012年11月20日刊行 ISBN 978-4864102100
- 「くまモンといっしょ! 〜6泊7日のサプライズ旅〜」 - 扶桑社 2012年12月7日刊行 ISBN 978-4594067304
- 「くまモンのふんわりやる気になる言葉」 - 宝島社 2013年5月25日刊行 ISBN 978-4800207425
- 学習まんが「くまモン」 - 小学館 2018年7月27日刊行 ISBN 978-4092271968
  - 登場人物の中にはタレントのスザンヌや熊本県知事（当時）の蒲島郁夫（解説役も担当）も登場している。

### ゲーム
くまモンが主役として登場しているもののみ記載する。主役ではなくご当地キャラの1体として登場するゲームは「ご当地鉄道～ご当地キャラと日本全国の旅～」（バンダイナムコエンターテインメント）などがある。

#### ニンテンドー3DS
- くまモン★ボンバー パズル de くまモン体操（ロケットカンパニー、2014年3月13日発売）
- あしあとリバーシ くまモンバージョン（シルバースタージャパン、2014年11月12日配信開始）※ダウンロード版のみ

## 歴史

### 2010年
- 3月5日 - 「新幹線くまもと創りプロジェクト」（新幹線元年戦略推進室）がPRに使用するロゴマークおよびキャラクターくまモンを発表。
- 3月20日 - 春のくまもとお城まつりにてデビュー。
- 7月2日 - 熊本市動植物園にて行われたくまモン隊出発式にて「くまモン体操」が初披露された。
- 9月1日 - Twitter開始（当時のアカウントは@55kumamon）。
- 9月29日 - 九州新幹線全面開業に向けて熊本駅に設置されるカウントダウンボードに、くまモンが起用されたことがJR九州より発表された（10月1日除幕式）[163][注釈 13]。

- 10月1日 - 蒲島郁夫熊本県知事より、くまもとサプライズ特命全権大使に任命された。
- 11月1日 - 大阪府内で名刺配布に嫌気が差したくまモンが失踪したため、蒲島知事が緊急記者会見を開いた。これを受けて、県では「大阪でくまモンを捜せキャンペーン」を12月上旬まで行った。キャンペーンではスザンヌ手書きのポスターが使用された。
- 11月4日 - FM802にて初のレギュラー番組「くまモン JOYFUL JOURNEY」を開始（12月30日最終回）。

### 2011年
- 1月24日 - 吉本新喜劇にて1月30日まで「吉本くまもとウイーク」を開催。この様子はよしもと新喜劇でテレビ放送された。
- 2月19日 - 「くまモンファン感謝デー」を湊町リバープレイスにて開催。
- 3月7日 - エースコックより初の全国展開グッズとなる「スープはるさめ 太平燕」が発売された[121]。
- 3月12日 - 前日に発生した東北地方太平洋沖地震の影響により、九州新幹線全面開業記念イベントが全て自粛となった。それに伴い、この日を持ってくまモンは活動を休止した。なお、同年7月に被害が甚大だった南三陸町および東松島市へ訪問している。
- 3月25日 - 蒲島知事からの命により活動を再開。大阪市の新世界で、くしたんと共に募金活動を行った。
- 5月10日 - RKK熊本放送の県広報番組「グッと!もっと!くまもと」にテレビ番組では初のレギュラー出演を果たす。
- 5月13日 - Twitterのフォロワー数が1万を突破した[164]。
- 7月1日 - サイト「くまモン 東京へ行く」を開設。東京・関東地方を中心とした東日本での活動を本格的に開始した。
- 7月21日 - 人吉球磨カッパ捜索隊の特別隊員に就任[165]。
- 9月30日 - 蒲島知事より辞令を受け、臨時職員から知事直轄の営業部長に昇進。同時に開始した「くまモンミリオンプロジェクト」のプロジェクトリーダーを務める。ノルマは、昨年の3倍に当たる名刺3万枚の配布や近畿地方の食品・菓子企業に熊本県産食材を売り込むことなど[166]。
- 10月2日 - 熊本城二の丸公園で開かれたイベント「くまモン体操大集合」に3,900人が集まった[167]。
- 10月10日 - 熊本駅周辺で開催された「くまモンまつり」で、くまモンを座長とするくまモン劇団が旗揚げされた[168]。
- 11月11日 - 熊本県関係者では北里柴三郎以来[169]となる切手が熊本県内の郵便局（簡易郵便局除く）限定で2,000シート販売され、即日完売した[170]。12月に1万5,000シートが追加販売された[171]。
- 11月27日 - ゆるキャラグランプリ2011で28万7,315票を獲得。全349キャラ中1位に選出され、埼玉県羽生市で開催されたゆるキャラさみっとにて表彰を受けた[172]。翌日、熊本県庁にて蒲島知事へ優勝報告を行っている[173]。

- 11月30日 - 小山薫堂がプロデュース（監督・脚本・編集）を行った熊本県民の日常風景や暮らしをまとめあげ、くまモンがホスト役を務めたPRフィルム「くまもとで、まってる。」が一般公開された。このフィルムは2012年6月14日、国際短編映画祭「ショートショートフィルムフェスティバル アジア」にて観光映像大賞に選ばれている[174]。
- 12月15日 - 自身のオフィシャルサイト[175]にくまモンを登場させていたAimer[176]のインターネットライブにサプライズゲストとして登場した[177]。

### 2012年
- 1月7日 - くまモンに届いた年賀状が1,317枚（昨年は122枚）だったことを発表。秋田県を除く全国から届いており、同じマスコットキャラクターのバリィさんややななからも届いた[178]。
- 2月18日・19日 - 第2回「くまモンファン感謝デー」を、前回と同じく湊町リバープレイスにて開催。19日には、熊本市の政令指定都市移行PRキャンペーンに起用されている稲垣早希が出演した[179]。
- 3月4日 - 大阪なんばグランド花月にビリケンさんをヒントにしたくまモン像を設置。この像は7月10日には熊本県庁内にも設置され[180]、熊本県内の観光地である阿蘇・天草などにも併せて3体設置された[68]。
- 3月12日 - 熊本県庁にてくまモンお誕生会が開かれ、茨城県など県外からも含めて約400人が駆けつけた[181][182]。貰ったプレゼント総数は133個[183]。
- 3月15日 - 「くまモンミリオンプロジェクト」にて100万人達成。
- 4月15日 - 中華人民共和国・上海市の上海インターナショナルサーキットで開催されたF1中国グランプリ2012にて、熊本県のPRを行った。
- 4月22日 - タイ王国のインラック首相が熊本県を視察。熊本駅にて蒲島知事と共に出迎え、お土産としてくまモンのぬいぐるみを贈呈した[184]。
- 5月3日 - 福岡市で開幕した博多どんたくに、くまモン他九州のキャラクターを描いた花自動車が登場した。くまモンも初日に来場している[185]。
- 5月14日 - 国立劇場にて熊本県をPR。加藤清正を題材にした文楽・八陣守護城が32年振りに上演されている事から、国立劇場が企画した[186]。
- 5月20日 - 福岡国際会議場にて開催されたDo As Infinityライブ福岡公演に、ボーカル・伴都美子が山都町出身であることからスペシャルゲストとして来場[187]し、くまモン体操を披露した。ツアーではコラボTシャツも販売された[188]。
- 6月7日 - 熊本市流通情報会館で開催されたプロレス・NOAH熊本大会にて、くまモンが来場しリングに上がった[189]。熊本市出身の潮崎豪とのコラボTシャツも販売。
- 6月8日 - 5月22日よりTwitterのくまモン公式アカウントが、悪意を持った第三者に乗っ取られる被害に遭い続けていたため、アカウントを@55kumamonから@55_kumamonへ変更した[190]。新アカウント移行後は、Twitter社による認証アカウントになった。
- 6月10日 - 益城ルネサンス熊本フットボールクラブのファン感謝イベントに参加。同会場にて公式ユニフォームのパンツにくまモンのイメージが掲示されることが発表された[57]。
- 7月21日 - エアギター2012大阪予選大会に出場。4位で通過し、8月6日に仙台市で開催される日本決勝大会に駒を進めた[191]が、決勝大会で惜しくも敗れた。
- 7月25日 - 肥薩おれんじ鉄道・肥薩おれんじ鉄道線にて、HSOR-100形気動車の車体および車内にくまモンと肥薩おれんじ鉄道のキャラクターを描いたラッピング列車の運行が始まった[192]。
- 8月1日 - 2013年2月に開催予定である第2回熊本城マラソンのPRで、全国13都市を巡るキャラバンを開始[193]。7日に福岡市を訪問[194]、9日には秋葉原でPR活動[195]を行った。

- 8月27日 - 五木村・川辺川に掛かる橋に試験的に設置されたバンジージャンプ（77メートル、高さは日本一[196]）のPRで、五木村マスコットいつきちゃん・熊本県副知事らとバンジージャンプを行った[197]。
- 9月14日 - ゆるキャラグランプリ2012について、趣旨がゆるキャラの振興であること、また実行委員会からアンバサダーとしての参加の申し出を受けたことなどから、エントリーを辞退することを表明した[198][199]。
- 9月22日 - 「熊本市政令指定都市移行記念 熊本ファイアーゲーム」と銘打って東京ドームで開催された巨人 - ヤクルト戦において、熊本市のPRキャラクターひごまる、ジャビットと共にPRを行った[200]。
- 9月27日 - ご当地キャラとしては初となるフォトブック「熊本県営業部長 くまモンだモン!!」を竹書房より刊行[201]。
- 10月1日 - 「くまモンキャラお料理コンテスト」を開催（12月16日まで）。弁当・惣菜部門（キャラ弁）、スイーツ部門の2部門で選考を行う。ゲスト審査員は熊本県宣伝部長のスザンヌ[202]。

- 10月16日 - 蒲島知事より「くまもとから元気をプロジェクト」の指令を受ける。この時点で未訪問であった沖縄県や福井県などの11県や、同年発生した九州北部豪雨の被災地である柳川市・日田市など、昨年発生した東日本大震災の被災地である宮城県・福島県を訪問し、訪問先のPRをしながら、さりげなく熊本のPRも行うというもの[203]。
- 11月26日 - Twitterのフォロワー数が10万を突破した[204]。
- 12月1日 - 「くまモン体操」のYouTube再生回数100万回を突破した。

### 2013年
- 1月7日 - くまモンファンイベントを熊本県（グランメッセ熊本）、東京都（目黒雅叙園）、大阪市（湊町リバープレイス）、福岡市（キャナルシティ博多）の4か所で開催することを発表した[205]。
- 1月8日 - くまモンに届いた年賀状が、昨年の3倍近くとなる約3,700通に上ったことを発表した[206]。
- 1月25日 - 2月8日まで東京メトロの銀座線及び丸ノ内線にて、各1編成をくまモンUライナーとして運行開始した[207]。車内はくまモンの広告で埋め尽くされている。
- 2月14日 - さっぽろ雪まつりつどーむ会場に来場し、地元の熊のキャラクターであるコアックマ・アックマとともにくまモン体操を披露[208]。
- 2月20日 - 第一興商が展開するカラオケシステム「DAM」において、3月12日から「くまもとサプライズ!」の配信が行われることが発表された[209]。ゆるキャラを中心に据えたカラオケは初である[116]。
- 3月12日 - 熊本県庁にて、くまモンの誕生祭を開催。京都府にある小山薫堂が社長を務める下鴨茶寮から、祝膳が九州新幹線によって運ばれた[210]。
- 3月16日・17日 - 益城町のグランメッセ熊本にて、くまモン誕生祭を開催。新曲「くまモンもん」が初披露され、2日間の合計来場者数は45,100人に達した[211]。3月4日にスペースシャワーTVの番組にて共演したスコット&リバースも登場し、ミニライブを開いた[212]。
- 3月20日 - 鶴屋百貨店にオープンした東急ハンズ熊本店のオープニングイベントに蒲島知事と共に出席し、名誉店長を務めた[213]。
- 3月26日 - ソラシドエア「空恋プロジェクト」特別号4号機「くまモンGO!」[214]が運航開始。
- 4月7日 - Twitterのフォロワー数が20万を突破した[215]。
- 5月10日 - テディベアを手掛けるドイツのマルガレーテ・シュタイフ社によるテディベアくまモンが、5月12日より1,500体限定で発売される事が、熊本県庁での会見で発表された。全て手作りで、価格は29,400円[216]となっていたが、公式オンラインショップでは5秒で完売[217]、シュタイフ社は「記録に残るテディベア」として本社博物館で永久展示とした。
- 7月8日 - バカラ本社を訪問。同時にクリスタルガラス製くまモンの受注を開始しており、1体39,800円ながら予約が殺到している[218]。
- 7月11日 - 世の中で長く愛され続ける秘けつを探るため、イギリスにあるBMWのMINIオックスフォード工場を訪れた。同時に、イギリスの国民的キャラクターベアであるパディントンベアとのツーショットも実現。サプライズとしてMINIコンバーチブルをベースとした「くまモンMINI」も披露された。なお、「くまモンMINI」は7月13日より故郷・熊本にあるMINI熊本で展示される[219]。
- 7月25日 - R25の一日編集長に就任し、熊本R25を制作した[220]。
- 8月11日 - 実写版るろうに剣心の続編の撮影が山鹿市八千代座で行われ、ロケの現場に頬の十字傷を付けて出没。佐藤健、武井咲らを見舞った[221]。
- 9月14日 - 荒尾市にあるグリーンランドが園内にくまモンの巨大立体像を設置した[222]。
- 10月1日 - 11月4日まで山陽・九州新幹線にて、阿蘇駅名誉駅長の「くろちゃん」とともにラッピングされたN700系1編成が、「どっちゃん行く？熊本キャンペーン」の一環として運行された[223]。
- 10月25日 - 山鹿市八千代座にて、公演のために来熊していた市川海老蔵を表敬訪問した[224]。
- 10月28日 - 第33回全国豊かな海づくり大会に出席するために来熊した天皇・皇后を熊本県庁にて出迎え、くまモン体操を披露した[225]。天皇・皇后はくまモンを知っており[226]、皇后はくまモンのピンバッジを付けて訪問した[227]。

- 10月30日 - くまモンのシンボルマークである赤いほっぺがなくなったため、蒲島知事が緊急記者会見を開いてくまモンのほっぺを探して欲しいと訴えた[228][229]。赤いほっぺたのないくまモンが銀座熊本館でビラを配布したり、警視庁にてピーポくん（警視庁マスコット）に遺失物届を提出するといったパフォーマンスを行った[230]。

- 11月1日 - 「トマトやあか牛など「赤い県産品」がおいしくてくまモンのほっぺが落ちた」というオチのムービーを公開し、県のキャンペーンの一環だったと種明かしを行う。県は一連の騒動が全国ニュース等で報道された広告効果は6億円と試算。しかし、「人を騙すような演出」と批判する声も出た[231]。
- 11月12日（現地時間） - 蒲島知事と共に渡米し、知事の母校であるハーバード大学にて教壇に立った。その後、ボストンで活動しているレッドソックスの本拠地フェンウェイ・パークも訪れた[232]。翌日はニューヨークの日本総領事公邸でPR活動を行った[233]。
- 11月16日 - 大分県の高崎山を訪問、ベンツと対面した。なお、この日の入場者数は、過去20年で最多を記録した[234]。
- 12月31日 - かねてからの目標であったNHK紅白歌合戦に、ふなっしー、なめこと共にゲスト出演を果たす[235]。

### 2014年
- 1月6日 - くまモンに届いた年賀状が、昨年の1.5倍にあたる6,190通であった事を発表した[236]。
- 1月7日 - 熊本県が幸せ活動を応援するために仮想組織「しあわせ部」を設置。蒲島知事から辞令を受け、くまモンはしあわせ部長を兼務することになった[13]。
- 3月6日 - 市川海老蔵からのオファーに応じ、山鹿市八千代座にて行われた歌舞伎の公演で海老蔵と共演した[237]
- 3月13日 - 初ゲーム化となる「くまモン★ボンバー パズル de くまモン体操」がロケットカンパニーよりニンテンドー3DS用ソフトとして発売された。
- 3月22日・23日 - 中国大連市のワンダーショッピングモールにて、大連ジャパンブランド2014の一環として、22日、23日それぞれ1回ショーを行った。
- 4月1日 - るろうに剣心 京都大火編・伝説の最期編において、主役が佐藤健からくまモンへ交代したポスターが登場して全国の映画館で貼りだされたが、エイプリルフールネタだったために1日限りで元のポスターへ戻された[238]。
- 7月19日 - 秋田県北秋田市・阿仁熊牧場のリニューアルオープンイベントにゲスト出演した。これにより、47都道府県全ての訪問を達成した[239]。
- 9月23日 - 7月に参加した将棋イベントへの評価もあり、日本将棋連盟からアマチュア初段の免状を受ける。ゆるキャラに将棋のアマチュア段位の免状が授与されるのは初[240]。
- 11月18日 - 前年の「くまモン赤いほっぺ紛失事件」キャンペーンが、アメリカの口コミマーケティング協会（WOMMA）のWOMMYアワードにて銅賞を受賞。くまモンはハリウッドで開催された授賞式に出席した[241][242]。

### 2016年
- 4月15日 - 前日発生した平成28年熊本地震を受けて、県外も含め全てのイベント出演を休止。SNSでの情報発信も当分控えると発表する[243]。
- 4月16日 - 漫画家のちばてつやが自身のブログに友人の漫画家森田拳次が「我々漫画家も（被災した熊本を）何か応援しなくては」との趣旨で描いた大けがをしたくまモンの絵を掲載[244]。そのブログを読んだ同じ漫画家の森川ジョージが熊本県を応援するためにくまモンの絵を描こうとTwitterで呼びかけ[245]、3日間でプロ・アマを問わず二千以上の絵がハッシュタグ「#くまモンがんばれ絵」で投稿されるなど大きな反響を呼ぶ[246]。
- 4月19日 - 熊本県は、くまモンのイラストの利用を特例措置としてイラストの周囲に「©2010熊本県くまモン#熊本支援」と記載するなど一定条件のもと許諾不要とするとくまモン公式サイトで発表した[247][248]。
- 4月28日 - 地震によって大きな被害を受けた熊本県と大分県で、ACジャパンが「#くまモン頑張れ絵」として漫画家のちばてつや、森川ジョージ、原泰久、さくらももこ、諌山創の5名が描いた絵を使用した臨時キャンペーンテレビCMを放送開始。それ以外の地域ではウェブ上で視聴可能[249]。
- 5月2日 - 兵庫県が熊本地震の被災地を支援するため、同県のイメージキャラクターであるはばタンとくまモンとを組み合わせたデザインを発表した[250]が、はばタンとくまモンとが抱き合い頬擦りしているデザインとなっていることが、熊本県が定める「他のキャラクターと抱き合ったり握手したりするなどしている表現はできない[251]」との利用規定に違反していることが明らかとなり、兵庫県は使用を取り止めた[252]。
- 5月5日 - 熊本地震で自粛していた活動をこの日から再開。当面はスケジュール非公開で、県内の避難所の被災者慰問のみとなる[253]。
- 6月1日 - 熊本地震で自粛していたSNS公式アカウントでの情報発信をこの日から再開。
- 6月11日 - タミヤは熊本地震被災地支援の一環として、ミニ四駆PROシリーズ「ライキリ」の限定特別仕様車「がんばれ!熊本 ミニ四駆 (くまモン版)」を発売。最終的に利益710万円が全額タミヤから熊本県へ寄付された[254]。
- 7月17日 - 第87回都市対抗野球大会に出場のHonda熊本（対日本新薬戦）の応援に参加[255]。

### 2017年
- 3月15日 - 2017年度のフランス観光親善大使にリカちゃんと共に選ばれた。フランス大使公邸にて行われた『2017年 フランス観光キャンペーン披露記者発表会&観光親善大使任命式』に参加、任命状を受け取った[256]。

### 2018年
- 10月18日 - 「幸せって、なんだろう」をテーマにくまモンが主人公のアニメーションが制作される事を蒲島知事と小山薫堂が発表。トンコハウスが制作し、2019年の完成を目指すという[257]。

### 2019年
- 2月4日-2月17日 - 東京・渋谷ヒカリエ「aiiima1」にて写真展『ガチャピン くまモン 熊本すごか写真展』を開催。くまチャピンとともにスポーツに勤しむ姿などの写真を展示[258]。
- 12月　世界中で発売されているイギリスの雑誌「モノクル」の表紙に採用

### 2020年
- 3月12日 - 新曲「かモン！くまモン！」を収録した『くまモン10th ANNIVERSARY CD＆PHOTO BOOK ～ハッピー＆サプライズ～』が発売[259]。

## 出演番組

### レギュラー番組
- くまモン しあわせ彩熊記（熊本放送）
  - 毎週水曜 19:50 - 19:56[注釈 14]
  - 出演期間 2017年4月26日 -
- 英太郎のかたらんね（テレビ熊本）
  - 木曜コーナー「出張!くまモンとかたらんね」担当
  - 出演期間 2013年4月4日 -
  - TKUスーパーニュースぴゅあピュアで2012年4月から1年間、毎週金曜に放送されていた中継企画「くまモンキャラバン」をコーナー名変更により継続している。レポーターの緒方由美は前番組から引き続き担当。さらに太田弘樹もレポーターとして新たに加わっている。

### 期間限定
- くまモン JOYFUL JOURNEY（FM802）
  - 毎週木曜 16:20 - 16:40
  - 出演期間 2010年11月4日 - 12月30日・2011年12月1日 - 12月29日
  - 大阪府を放送地域とするFM802で放送されている帯番組「THE NAKAJIMA HIROTO SHOW 802 RADIO MASTERS」に内包。熊本県出身のラジオDJ中島ヒロトとタッグを組み、熊本県の紹介を行った。

### 放送終了
- 夢くまモン応援隊!（熊本放送）
  - 毎週水曜 19:50 - 19:56[注釈 15]
  - 出演期間 2016年7月6日 - 2017年3月20日
- はっ県!くまモンラボ（熊本放送）
  - 毎週水曜 19:50 - 19:56[注釈 16]
  - 出演期間 2014年4月23日 - 2016年3月27日
  - 熊本県広報番組。研究所長であるくまモンが研究員（リポーター）と一緒に熊本県内各地を飛び回り、熊本県の施策や取り組みを面白く分かりやすく紹介する。研究員は、RKKアナウンサーの吉田明央と柿木綾乃、いずれもローカルタレントの丸井純子・かめきち・中華首藤・常盤よしこ・加納麻衣・又野千紘・山田法子の9名で、このうちの1名が出演する。放送後熊本県インターネット放送局[260]にアップされる。
- 行け!くまモン調査隊（熊本朝日放送）
  - 毎週木曜 19:54 - 20:00[注釈 17]
  - 出演期間 2013年4月25日 - 2014年3月20日
  - 熊本県広報番組。調査隊長であるくまモンが調査隊員（リポーター）と一緒に熊本県内各地を飛び回り、熊本県の施策や取り組みを面白く分かりやすく紹介する。調査隊員は、いずれもローカルタレントの鬼塚えりこ・宮川真美・田中洋平・えみりィー・村上めぐみ・松村奈央・渡辺大輔の7名で、このうちの1名が出演する。放送後熊本県インターネット放送局[260]にアップされる。
- おしえて!くまモン（熊本放送）
  - 毎週月曜 19:55 - 20:00
  - 出演期間 2012年4月16日 - 2013年3月18日
  - 熊本県広報番組。前番組「グッと!もっと!くまもと」より題名と内容を変更して放送されている。前番組と同じく、放送後熊本県インターネット放送局[260]にアップされる。
- グッと!もっと!くまもと（RKK熊本放送）
  - 毎週火曜18:54 - 19:00
  - 出演期間 2011年5月10日 - 2012年3月20日
  - 2010年4月14日に開始した熊本県広報番組。2011年5月10日放送分よりくまモンがメインとなった。取材時のくまモンの様子などは、県のメールマガジン「気になる!くまもと」のスタッフブログなどで紹介されている。
- TKUスーパーニュースぴゅあピュア（テレビ熊本）
  - 金曜コーナー「くまモンキャラバン」担当（16:50 - 17:15）
  - 出演期間 2012年4月6日 - 2013年3月22日
  - 2012年4月6日放送からレギュラーとなる。レポーターの緒方由美と熊本県内各地から週替わりで生中継を行った[261]。

### 単発出演
- 探偵!ナイトスクープ（朝日放送（ABC））
2011年10月14日放送。くまモン体操で彼女に告白しようとする男性からの依頼にたむらけんじが出向く。
- 笑っていいとも!（フジテレビ（CX））
2012年7月4日放送。水曜コーナー『ゆるキャラJAPAN』にて出演。
- さんまのまんま（関西テレビ（KTV））
2012年11月3日（フジテレビ）・2012年11月10日（関西テレビ）放送。番組最後のコーナーでまんまちゃんと相撲を取った。
- 笑点（日本テレビ（NTV））
2012年11月4日放送、2017年10月15日放送。
2012年収録時は熊本県民テレビ（KKT）開局30周年記念として行われた地方収録にて、例のものを運ぶ役として出演。また、春風亭昇太（回答者→司会者）の回答に気を良くして座布団を運んでくるがその直後、座布団の山へジャンピング飛び乗りを試みて失敗した[注釈 18]。
2017年収録時は35周年記念放送、3問目の「笑点○×クイズin熊本」にくまモンが出演（「熊本に関するクイズを出す→くまモンが〇を出す→正解/不正解を言い、解説する」というもの）。
ちなみに終盤で林家たい平が「くまモンのように愛称の下に「モン」が付くと人気が出る」という問題を出し、最終的に司会者の昇太を「独りモン!」と罵倒した（くまモンは拍手しつつも、昇太に同情していた）。
- 天才!志村どうぶつ園（日本テレビ（NTV））
2012年11月10日放送。「DAIGO&さくら 日本列島縦断路線バスの旅」において熊本県でのナビゲートを担当。球磨川でリフティングを行った。
- ズームイン!!サタデー（日本テレビ（NTV））
2012年12月8日放送。
- FNNスーパーニュース（フジテレビ（CX））
2013年4月1日　- 5日・7月15日 - 19日放送。天気予報コーナー『オオタニ天気』に出演。
- おはスタ（テレビ東京（TX））
2015年3月2日放送。当番組マスコットキャラクター・モニンのお友達集団「おとモニン」のひとりとして出演。
- キャスターガチャピンが行く!ガチャピン くまモンすごかヘッドライン（フジテレビ（CX））
2019年2月16日放送。ガチャピン[注釈 19]の熊本県スポーツ応援特命大使就任を記念し、ガチャピンとともに番組キャスターを務める[262]。
- 鉄道発見伝 鉄兄ちゃん藤田大介アナが行く!（日テレプラス）
熊本県の鉄道路線（肥薩おれんじ鉄道など）を取り上げた回にゲスト出演。

ほか多数

### CM
- 祝!九州（九州旅客鉄道）
熊本駅ホームおよび文徳学園グラウンドに登場[263]。2012年3月31日をもって公開終了。
- 野菜生活100 デコポンミックス（カゴメ）
2012年11月27日より全国放送されている。2011年、デコポンミックスのパッケージに採用された時にカゴメ東京本社にて直談判して、実現に至った。テレビ放送用は「熊本・旅立ち編」「大阪・道頓堀」の2バージョン、及びウェブ限定の180秒バージョンがある。ナレーションは小山薫堂[264]。
- BOSS（サントリーフーズ）
2017年2月より放送。宇宙人ジョーンズシリーズ「プレミアム 熊本」篇にてトミー・リー・ジョーンズ、タモリと共演[265]。

### ドキュメンタリー番組
- NNNドキュメント'13「こちら熊本県庁「チームくまモン」その“ゆるくない”戦略」（熊本県民テレビ制作、日本テレビ系列、2013年7月8日（7月7日深夜））
- プロフェッショナル 仕事の流儀「皿を割れ、ふるさとのために」（NHK総合、2019年1月14日）

### テレビアニメ
- 名探偵コナン（読売テレビ・日本テレビ系）
2013年11月30日、12月7日に放送された720、721話（熊本を舞台にしたアニメオリジナル作品）の「火と水のミステリーツアー（阿蘇編、熊本編）」にくまモンのぬいぐるみが登場している[266]。
- 遊☆戯☆王SEVENS（テレビ東京）
2021年4月4日に放送された42話のオープニングで登場している[267]。
- デリシャスパーティ♡プリキュア（朝日放送テレビ・テレビ朝日系）
2022年10月16日放送の32話でゲスト出演。登場人物の一人でもある華満らん（キュアヤムヤム）の父・こしのすけが熊本で出会って以来の旧知の仲で、劇中で行われるイベントの特別ゲストとしてくまモンが招かれた[268]。
アニメとは別に、2022年7月31日にプリキュア公式YouTubeチャンネルで生配信された特別番組にもくまモンがゲスト出演している。
- クレヨンしんちゃん
2025年4月26日放送の第1281話Cパートでゲスト出演[269]。

### 映画
- テッド（2012年）
2013年に公開された日本版で、日本語字幕・吹き替え版とも台詞のみにくまモンの名が登場。主人公のテッドを罵る台詞に充てられており、イメージダウンも考慮し、熊本県の使用許可を得ている。
- 女たちの都〜ワッゲンオッゲン〜（2013年10月26日）
- 劇場版 しんかんせんとわくわくでんしゃ大集合（2014年5月10日）
- うつくしいひと（2016年3月4日）
- うつくしいひと サバ?（2017年夏）
- オズランド 笑顔の魔法おしえます。（2018年10月26日）
- 風が通り抜ける道 （2024年1月イオンエンターテイメント、田中壱征監督作品  ）

### テレビドラマ
- ナンバーワン戦隊ゴジュウジャー 第5話（2025年3月23日）[270]

### 劇場アニメ
- 映画 妖怪ウォッチ 誕生の秘密だニャン!（2014年12月20日）
- 劇場版 弱虫ペダル（2015年8月26日）
- 映画 魔法つかいプリキュア! 奇跡の変身!キュアモフルン!（2016年10月29日）[271]

### その他
- KIRIN ART GALLERY 美の巨人たち「〜美術とキャラクター〜くまモン誕生!」（テレビ東京、2016年9月24日）